# Oboé d'amore
O oboé d'amore é um instrumento de sopro da família dos oboés. Assim como o corne inglês, é um instrumento transpositor, afinado em lá - uma terça menor abaixo do oboé. Sua técnica, no entanto, é a mesma, e a palheta é muito semelhante.
O oboé d'amore é raramente utilizado nas peças orquestrais e de câmara, mas Johann Sebastian Bach o utilizou com freqüência, especialmente em suas cantatas.